# 親衛隊兵長
親衛隊兵長（しんえいたいへいちょう）とはドイツ語の SS-Rottenführer の訳語の一つである。逐語訳して親衛隊班指揮官と訳すこともできる。
親衛隊上等兵（SS-Sturmmann）の上、親衛隊伍長（SS-Unterscharführer）の下に位置する。 
Rottenführerは、親衛隊（SS）に限らず、ナチ党組織に共通する階級呼称であった。たとえば突撃隊（SA）や国家社会主義自動車隊（NSKK）といったナチス党組織にも同様の階級が存在していた。SA-Rottenführer（突撃隊兵長）、NSKK-Rottenführer（国家社会主義自動車隊兵長）といった具合である。

襟章（1934–1945）
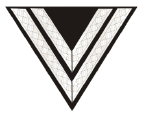
袖章（1938–1945）
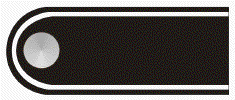
通常勤務服用肩章（1938‐1945）

## 知られている親衛隊兵長
- ミヒャエル・ザイフェルト … ボルツァーノの経過収容所の看守。収容所内で殺人をした。
- マックス・ビアラ … トレブリンカ強制収容所の看守。ユダヤ人囚人に殺害された。